# Ваиеа
Ваиеа (англ. Vaiea) — деревня, расположенная в южной части острова Ниуэ (владение Новой Зеландии) на юге Тихого океана. Является административным центром одноимённого округа.

## Географическая характеристика
Деревня Ваиеа расположена, примерно, в 9 км юго-восточнее столицы Ниуэ. Ближайший населённый пункт — деревня Авателе, находится в 2,5 км западнее.
Высота центра деревни над уровнем моря равна 55 м.

## Население
Население, согласно данным переписи населения 2011 года, составляет 89 человек.
| Динамика изменения численности населения Ваиеа | Динамика изменения численности населения Ваиеа | Динамика изменения численности населения Ваиеа | Динамика изменения численности населения Ваиеа | Динамика изменения численности населения Ваиеа | Динамика изменения численности населения Ваиеа |
| Год                                            | 1986                                           | 1997                                           | 2001                                           | 2006                                           | 2011                                           |
| ---------------------------------------------- | ---------------------------------------------- | ---------------------------------------------- | ---------------------------------------------- | ---------------------------------------------- | ---------------------------------------------- |
| жителей                                        | 36                                             | 46                                             | 62                                             | 59                                             | 89                                             |